# Лимп Бизкит
„Лимп Бизкит“ (на английски: Limp Bizkit) е ню метъл/рапкор група в град Джаксънвил, щата Флорида, Съединените американски щати.
Заедно с „Корн“ и „Дефтоунс“ е често назовавана като създател на жанр, наречен ню (нео или агро) метъл. Формирана е през 1995 г. Постигат огромен успех с втория си студиен албум Significant Other (1999). Третият им студиен албум Chocolate Starfish and the Hotdog Flavored Water (2000) продължава успеха на групата. Той е продаден в 1.05 милиона копия още в първата седмица, което го прави най-бързо продаващият се рок албум за всички времена, побеждавайки рекорда на Пърл Джам Vs.. 
 След напускането на Уес Борланд през 2001, той бива заместен от Майк Смит за четвъртия им студиен албум Results May Vary (2003). Уес се връща в групата за пускането на The Unquestionable Truth (Part 1), след което отново напуска. Връща се отново през февруари 2009. Техният последен албум Gold Cobra излиза през 2010 г., а сега се очаква да излезе подготвеният още от 2009 г. албум Stampede of the Disco Elephants.
Групата има договор с Geffen Records (преди това с Interscope Records) и двата музикални издателя са част от Universal Music Group. Първоначалното име на групата е било Lethal Injection.
Оригиналният състав на Лимп Бизкит е: Фред Дърст (вокалист), Уес Борлънд (китарист), Сам Ривърс (бас китарист), Джон Ото (барабанист) и Ле́орс Ди́мантс (диджей) (известен под псевдонима Ди-Джей Лийтъл).

## История

### Ранни години
Лимп Бизкит е основана през 1995 година в Джаксънвил, когато Фред Дърст срещнал Сам Ривърс. Ривърс представил Дърст на неговия братовчед, Джон Ото, барабанист. Тримата се събирали за репетиционни, след което започнали ранна версия на групата. Триото скоро взело за китарист Роб Уотърс и Лимп Бизкит била основана.
Първото им демо от 4 песни, озаглавено Mental Aquaducts, които били нови версии на песни от предишни групи на Дърст, били записани с Роб Уотърс, но скоро след това напуснал групата. Ото предложил Уес Борланд, с когото ходели заедно на училище, да заеме свободното място. Дърст забелязал Уес да свири в клуб и поискал да го включи в групата. След като се върнал във Филаделфия, Фред помолил останалите членове на групата да говорят с Уес, за да разберат дали ще се включи в групата. Още на следващия ден след завръщането на Фред в Джаксънвил, те си уредили шоу. Фред и Уес се срещат за първи път и репетират за около половин час преди шоуто.
Групата продължила да прави различни шоута, като най-известното им е в Milkbar в Джаксънвил. През 1995 година Дърст се срещнал с членове на Корн, след тяхно изпълнение в Джаксънвил. Дърст, татуист, направил няколко татоси на басиста на Корн, Реджиналд Арвизу, и те станали приятели. Дърст дал на Корн първита им демо касета, за която те отговорили, че не е нещо специално. По-късн, с Борланд, ЛБ записали втория си демо албум и този път Корн били впечатлени. Демото включвало песните „Counterfeit“, „Stuck“, „Stalemate“ и „Pollution“. Касетата била предадена на Рос Робинсън, продуцент на Корн, който също бил впечатлен. Рос се свързал с групата и заявил, че иска да ги продуцира. На концерт на Гарбидж, Дърст предварително се срещнал с Джордан Шури пуснал касетата си в колата му. Той бил впечатлен и искал ЛБ да подпишат с неговата звукозарисна компания Flip Records. По това време те ходели по турнета с Deftones и House Of Pain, чийто член Ди-Джей Лийтъл по-късно се присъединява към ЛБ. Лимп Бизкит по-късно подписали с Mojo Records, но били откупени от Шур и впоследствие подписват отново с Flip Records.

## Първо напускане на Уес Борланд
През есента на 2001 г. Уес напуска групата за първи път. Изострените отношения между него и Дърст довели до неговото решение. Напускането му довело до разочарование у феновете. Той бил смятан за важен творчески ум в групата, заради неговата ексцентричност.

## Дискография

### Албуми
- 1997 – Three Dollar Bill, Yall$
- 1999 – Significant Other
- 2000 – Chocolate Starfish and the Hotdog Flavored Water
- 2001 – New Old Songs
- 2003 – Results May Vary
- 2005 – The Unquestionable Truth (Part 1)
- 2011 – Gold Cobra
- 2021 – Still Sucks

### Live албуми
- 2008 – Rock im Park 2001

### Компилационни албуми
- 2005 – The Greatest Hitz
- 2008 – Collected
- 2011 – Icon

### Remix албум
- 2001 – New Old Songs

### Видео албуми
- 2005 – Greatest Videoz
- 2008 – Rock im Park 2001

### Сингли
- 1997 – Counterfeit
- 1998 – Sour
- 1998 – Faith
- 1999 – Nookie
- 1999 – Re-Arranged
- 1999 – Crushed
- 1999 – N 2 Gether Now (с участието на Method Man)
- 2000 – Break Stuff
- 2000 – Take a Look Around
- 2000 – Rollin
- 2000 – My Generation
- 2001 – My Way
- 2001 – Boiler
- 2001 – Faith/Fame (с участието на Everlast)
- 2003 – Eat You Alive
- 2003 – Red Light-Green Light (с участието на Snoop Dogg)
- 2003 – Behind Blue Eyes
- 2004 – Build Bridge
- 2004 – Almost Over
- 2005 – Bittersweet Home
- 2011 – Shotgun
- 2011 – Gold Cobra
- 2013 – Ready to Go (с участието на Lil Wayne)
- 2013 – Thieves